# 外交家 (雜誌)
《外交家》（英語：The Diplomat）雜誌是一英文政治刊物，採用網路發行，主要报道亚太地区的政治社会等方面的新闻资讯，主要由中国力量（China Power）、印度十年（Indian Decade）、海军外交（The Naval Diplomat）等八个博客專欄形成。總部位於美国華盛頓。
由David Llewellyn-Smith等人於2001年創辦，2002年4月出版第一期。